# Старая Суртайка
Старая Суртайка — посёлок в Красногорском районе Алтайского края. Входит в состав муниципального образования сельское поселение Быстрянский сельсовет.
Расположен в 6 км к югу от центра сельского поселения, села Быстрянка, на Чуйском тракте,  на правом берегу реки Катунь. 

## История
Основан в 1726 году. В 1926 году деревня Старо-Суртайская состояла из 74 хозяйств. В национальном составе населения того периода преобладали шорцы. В административном отношении являлась центром Старо-Суртайского сельсовета Сростинского района Бийского округа Сибирского края.

## Население
| 1926 | 1997 | 1998 | 1999 | 2000 | 2001 | 2002 | 2003 | 2004 | 2005 |
| ---- | ---- | ---- | ---- | ---- | ---- | ---- | ---- | ---- | ---- |
| 481  | ↘382 | ↗386 | →386 | ↗396 | ↘385 | ↘347 | ↘310 | ↗312 | ↗378 |
| 2006 | 2007 | 2008 | 2009 | 2010 | 2011 | 2012 | 2013 |      |      |
| ↘365 | ↘353 | ↘348 | ↗368 | ↘330 | ↗331 | ↘319 | ↗320 |      |      |

Национальный состав
Согласно результатам переписи 2002 года, в национальной структуре населения русские составляли 95 %.